# Chácara das Flores
Chácara das Flores és un barri de la ciutat brasilera de Santa Maria, Rio Grande do Sul. El barri està situat al districte de Sede.

## Villas
El barri amb les següents villas: Balneário das Pedras Brancas, Chácara das Flores, Chácara das Rosas, Desmembramento Fernando Friedrich, Vila Cerro Azul, Vila das Flores, Vila Itagiba, Vila Sant'Anna, Vila Santa Terezinha, Vila São Rafael, Vila Tiarajú, Vila Vitória.

## Galeria de fotos

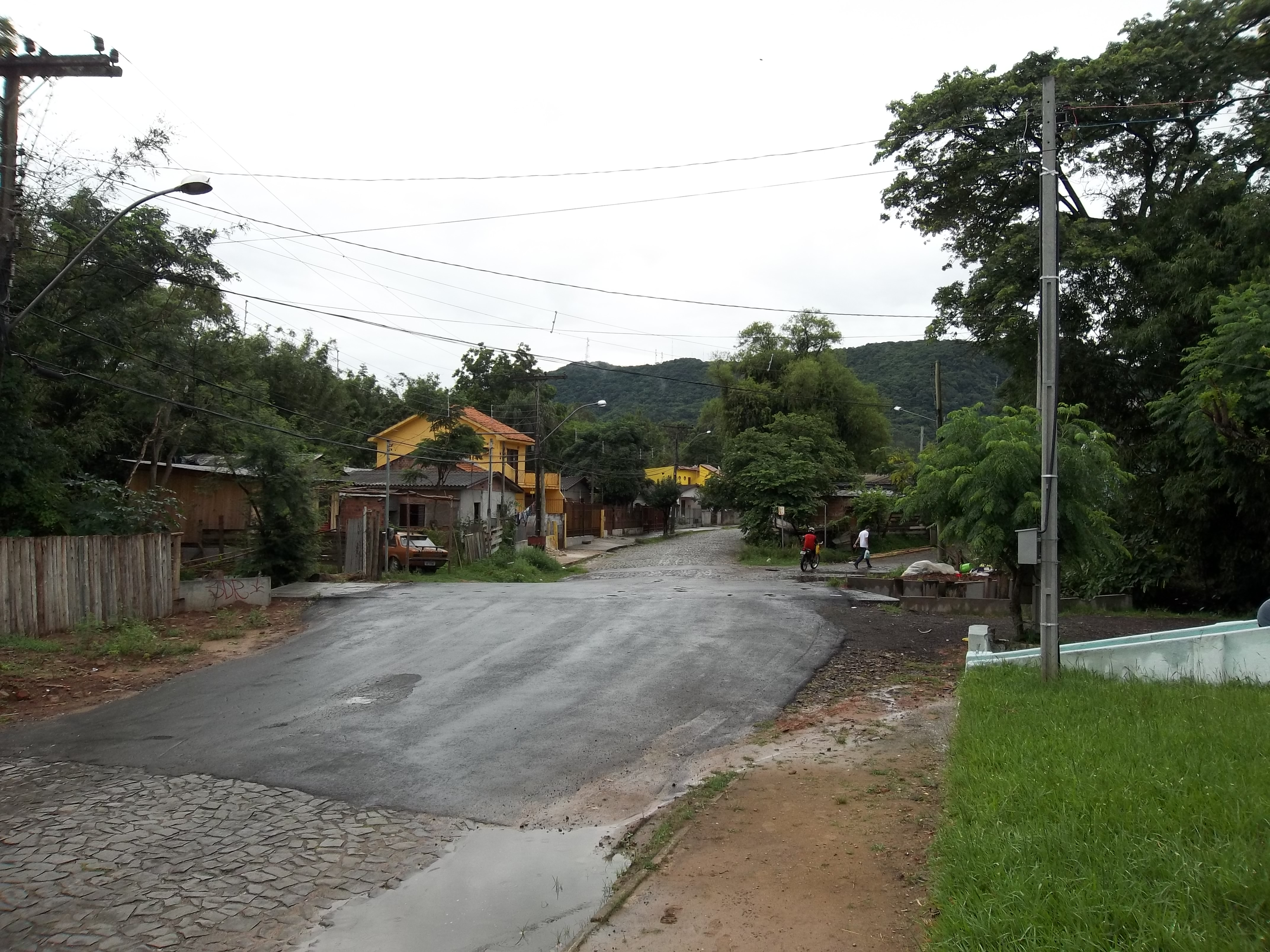

| Santo Antão Caturrita     | Santo Antão   | Nossa Senhora do Perpétuo Socorro |
| Caturrita                 |               | Nossa Senhora do Perpétuo Socorro |
| Caturrita / Salgado Filho | Salgado Filho | Nossa Senhora do Perpétuo Socorro |